# Francisca de Pedraza
Francisca de Pedraza   (Alcalá de Henares, segle XVI - segle XVII) fou una òrfena humil que va sofrir violència de gènere i va aconseguir que la cort de justícia de la històrica Universitat d'Alcalà li ho reconegués, l'any 1624.

## Biografia
La infància de Francisca de Pedraza, òrfena de pares, va transcórrer en el col·legi de donzelles del convent de Sant Joan de la Penitència, fundat a Alcalá de Henares per encàrrec del cardenal Cisneros a Gregorio Fernández, canonge de la Col·legiata dels Sants Justo i Pastor, l'any 1508. Va funcionar com a tal, i com a hospital de dones, fins a l'any 1884.
L'any 1612, es casà Jerónimo de Jaras, membre d'una coneguda família propietària d'un negoci de béns immobles d'Alcalá. Des del principi del matrimoni, Pedraza va patir violència de gènere, arribant a perdre un fill d'un cop de peu propinat pel seu marit estant embarassada.
L'any 1614, va realitzar el seu primer intent de separació al fugir al convent de Sant Joan on demanà viure en domicilis separats. Aquest intent, com els posteriors presentats a la justícia ordinària, van fracassar. Va ser llavors, l'any 1620 que es dirigí a la justícia eclesiàstica. Tot i les proves físiques i els nombrosos testimonis, només es requerí a Jaras que fos "bo, honest i considerat".
Finalment, l'any 1624, Francisca aconsegueix que, durant la seva visita a Espanya, el nunci papal vegi el seu cas. Monsignor Innocenzo Massimo havia estudiat tant Dret Canònic com Dret Civil, per la qual cosa recomana que plantegi la seva demanda a través de l'Audiència Escolàstica Universitària. Es fa càrrec el jove rector Álvaro d'Ayala, que en menys de tres mesos li concedeix una sentència de separació matrimonial, la devolució del seu dot i la meitat dels béns del matrimoni, a més d'una ordre d'allunyament erga omnes.

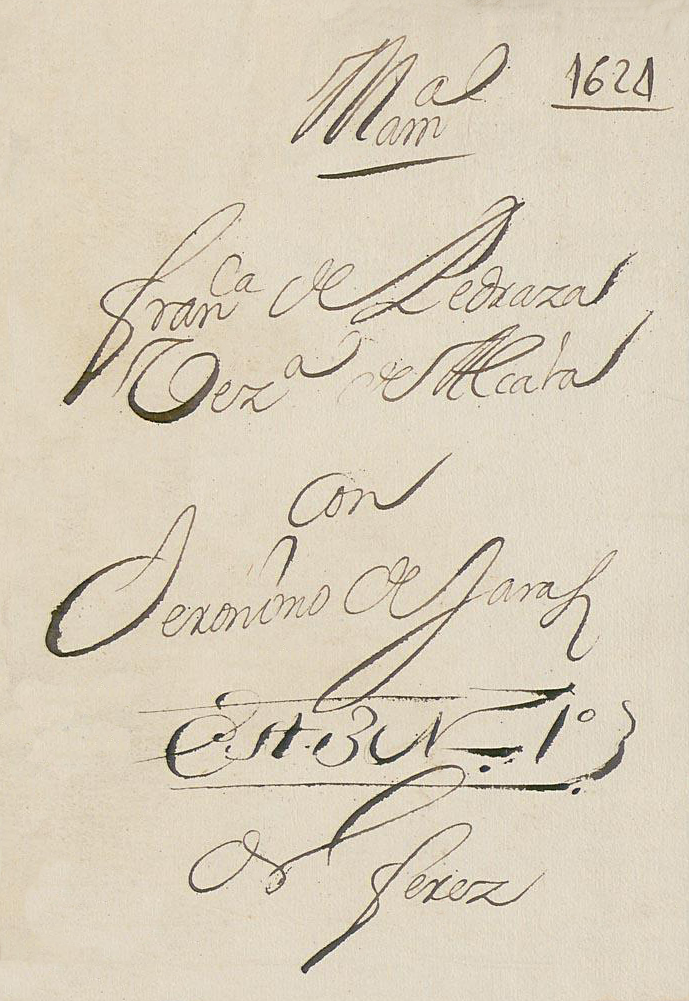
Sentència de la Universitat d'Alcalá

Els rectors només estaven en el càrrec durant un any. Jaras va esperar un any per a recórrer la sentència però sense èxit, ja que el successor d'Ayala, Dionisio Pérez Manrique de Lara, va reafirmar-a.

## Premi Francisca de Pedraza contra la Violència de Gènere
L'any 2016 l'Associació Francisca de Pedraza va crear el "Premi Francisca de Pedraza contra la violència de gènere". El jurat el componen representants de les institucions d'Alcalá de Henares (Universitat d'Alcalá, Ajuntament d'Alcalá, Col·legi d'Advocats d'Alcalá de Henares, Universitat Manuela Beltrán (Colòmbia), a més de persones i entitats expertes en violència de gènere i les persones o institucions guanyadores del premi en les seves diferents edicions. L'objectiu d'aquest premi és reconèixer i distingir a aquelles persones, col·lectius, entitats o institucions que destaquin en la prevenció i erradicació de la violència contra la dona.
L'acte de lliurament dels Premis se celebra en el Paranimf de la Universitat d'Alcalá, pels volts del 25 de novembre, Dia Internacional de l'Eliminació de la Violència contra la Dona. El bust que es lliura com a premi, va ser modelat per Pilar Vicente de Foronda l'any 2016. El certamen inicialment constava de dues categories: Premi i Diploma de reconeixement, però des de l'any 2019 s'incorpora una nova categoria que pretén reconèixer les accions directes que empreses i entitats del tercer sector realitzen respecte a l'ocupabilitat de les dones víctimes de violència de gènere.

## Reconeixements
- 2017: Placa dedicada al rector Álvaro de Ayala i a Francisca de Pedraza en el pati de Santo Tomás de Villanueva de la Universitat d'Alcalá.
- 2021: Es posa el seu nom a un institut públic d'ensenyament secundari en Alcalá de Henares.[11]

## Bibliografia

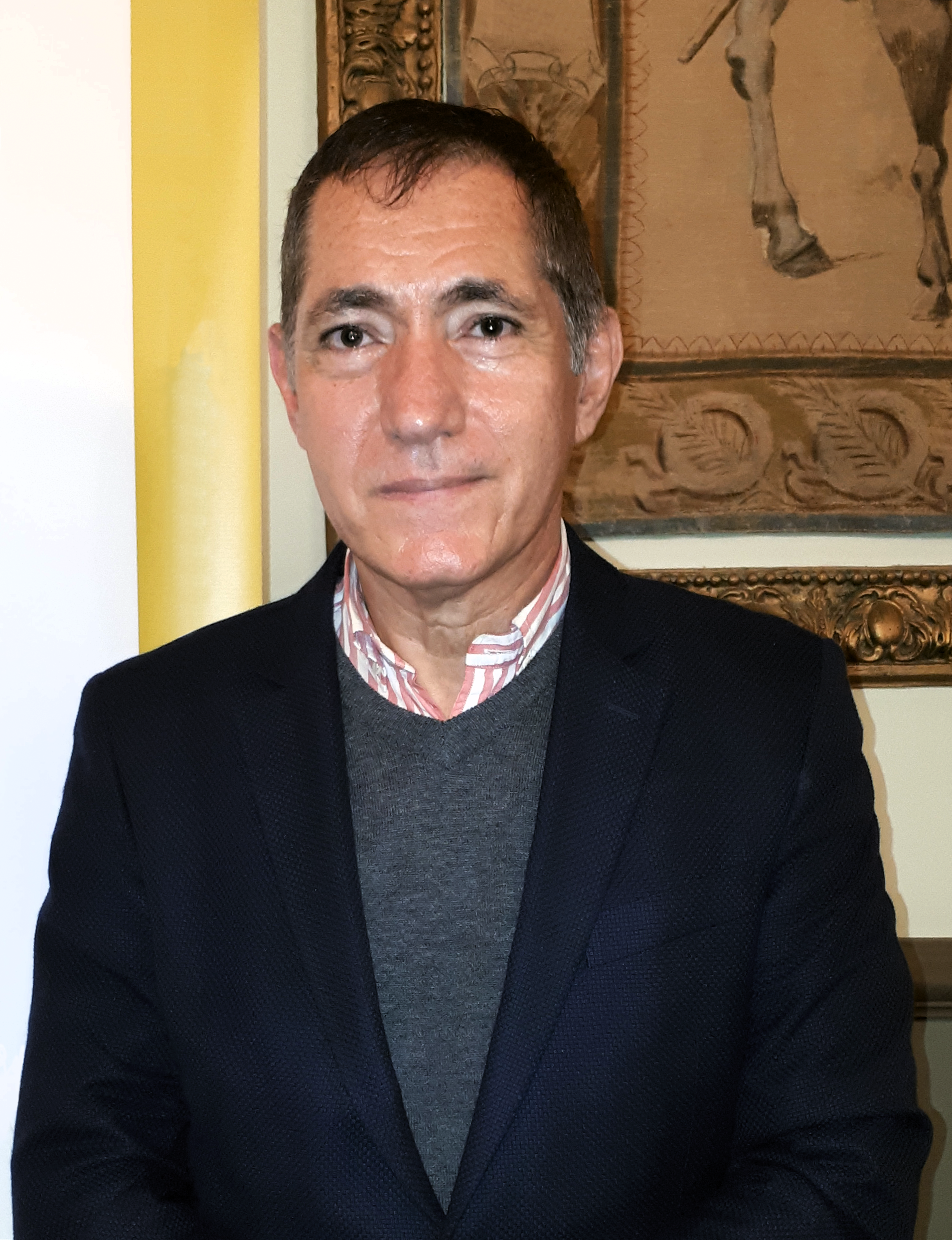
Ignacio Ruiz Rodríguez descobridor de l'acta judicial sobre Francisca de Pedraza.